# Johan Svendsen

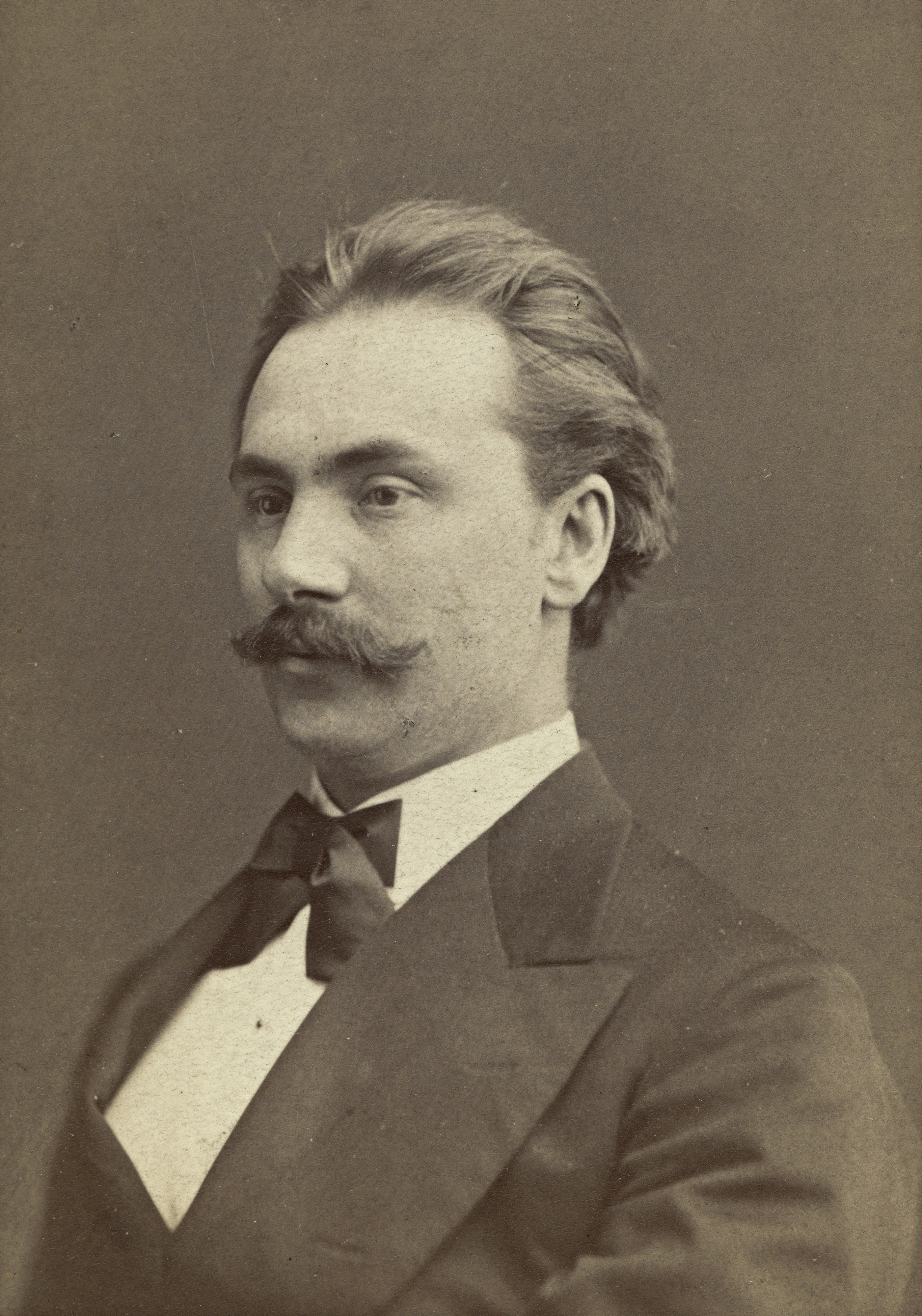
Johan Svendsen

Johan Severin Svendsen (* 30. September 1840 in Christiania, später Oslo; † 14. Juni 1911 in Kopenhagen) war ein norwegischer Komponist und Dirigent.

## Leben
Svendsen studierte von 1863 bis 1867 am Leipziger Konservatorium, wo er Violinunterricht bei Ferdinand David hatte und Komposition bei Ernst Friedrich Richter und Carl Reinecke studierte. Danach ging er auf Reisen und hielt sich unter anderem in Paris, New York City und Bayreuth auf, wo er auch Richard Wagner kennenlernte. Von 1871 bis 1872 wirkte er als Kapellmeister in Leipzig. Von 1872 bis 1883 war er mit dreijähriger Unterbrechung Dirigent der Musikvereinskonzerte in Kristiania. Danach war er bis zu seinem Tode Hofkapellmeister in Kopenhagen, wo er die Königliche Kapelle Kopenhagen dirigierte.
Die Académie royale des Sciences, des Lettres et des Beaux-Arts de Belgique in Brüssel nahm ihn 1903 als assoziiertes Mitglied auf.

## Leistungen
Svendsen komponierte zwei Sinfonien, norwegische Rhapsodien, eine Ouvertüre zu Romeo und Julia, ein Violin- und ein Cellokonzert, ein Streichquartett, ein Streichquintett und ein Streichoktett, Chöre und Lieder. Berühmt wurde seine Violinromanze in G-Dur.

## Werke
- Orchesterwerke
  - Sinfonien
    - Sinfonie Nr. 1 D-Dur op. 4
    - Sinfonie Nr. 2 B-Dur op. 15

  - Konzerte
    - Violinkonzert A-Dur op. 6
    - Cellokonzert D-Dur op. 7
    - Romanze für Violine und Orchester G-Dur op. 26

  - Sonstige
    - Ouvertüre zu „Sigurd Slembe“ op. 8
    - „Karneval in Paris“ op. 9
    - Trauermarsch für Carl XV op. 10
    - Legende für Orchester „Zorahayda“ op. 11
    - Zwei Polonaisen opp. 12, 28
    - Krönungsmarsch für Oscar II op. 13
    - „Norwegischer Künstlerkarneval“ op. 14
    - Vier Norwegische Rhapsodien opp. 17, 19, 21, 22
    - Fantasie „Romeo und Julia“ op. 18
    - Zwei schwedische Volksweisen für Streichorchester op. 27
    - Zwei isländische Melodien für Streichorchester op. 30
    - Variationen über „I Fjol gjætt'e Gjeitinn“ für Streichorchester op. 31

- Kammermusik
  - Streichquartett a-Moll op. 1
  - Streichquintett C-Dur op. 5
  - Streichoktett A-Dur op. 3
  - Lustiger Marsch op. 16

- Gesang
  - Zwei Männerchöre op. 2
  - Hochzeits-Kantate für Prinz Oscar Gustav Adolph und Prinzessin Sophia Maria Victoria op. 29
  - Hymne op.32

- Lieder
  - Fünf Melodien op. 23
  - Vier Melodien op. 24
  - Zwei Melodien op. 25

## Dokumente
Briefe von Johan Svendsen befinden sich im Bestand des Leipziger Musikverlages C.F.Peters im Staatsarchiv Leipzig.